# Wezel (Olmütz)
Wezel (auch Wezlo, tschechisch Vezel) war ein böhmischer Geistlicher. Um 1088/91 war er Bischof von Olmütz.

## Leben
Wezel wurde in der Chronica Boemorum des Chronisten Cosmas von Prag genannt, der für die Zeit um 1090 schrieb, König Vratislav II. von Böhmen habe seinen Kaplan „Wezlo“ zum Bischof in Mähren ernannt, dieser habe jedoch keine bischöflichen Weihen erhalten. In einer Gründungsurkunde für das Königliche Kollegiatkapitel der hll. Peter und Paul auf dem Vyšehrad, die eine Fälschung aus dem 12. Jahrhundert sein soll, wurde er ebenfalls erwähnt. In den Bischofslisten von Olmütz wurde sein Name nicht verzeichnet.
Der Historiker Berthold Bretholz wies darauf hin, dass Wezel identisch mit dem nachfolgenden Bischof Andreas gewesen sein könnte.